# Aurelle-Verlac
 Aurelle-Verlac  là một xã ở tỉnh Aveyron, thuộc vùng Occitanie ở miền nam nước Pháp.